# Scala mobile (economia)
La scala mobile è una misura economica che consiste nell'indicizzare i salari in funzione degli aumenti dei prezzi di alcune merci, al fine di contrastare la diminuzione del potere d'acquisto dovuto all'aumento del costo della vita, secondo quanto valutato con un apposito indice dei prezzi al consumo.
Strumento utilizzato in Italia fino agli anni ottanta del XX secolo, limitato nel 1984 per legge - successivamente confermata nel 1985 da un referendum abrogativo fallito - e definitivamente abrogato nel 1992, è generalmente considerato causa dell'aumento d'inflazione e del debito pubblico nel Paese.

## Descrizione
Nel dibattito di quel periodo i detrattori del sistema sostenevano che la scala mobile non fosse solamente una misura dell'inflazione al fine di mantenere inalterato il salario reale dei lavoratori, e dunque il loro potere di acquisto, ma che in certi casi essa stessa sarebbe stata causa d'inflazione.
La scala mobile misurava l'inflazione tenendo conto dell'aumento dei prezzi, ma senza considerare un altro parametro economico: l'aumento del PIL, che rappresentava il valore aggiunto per le aziende, oppure, in termini equivalenti, l'aumento della produttività del lavoro.
La produttività è intesa come guadagno operativo per addetto, e quantifica il valore aggiunto di ogni lavoratore. Un aumento dei salari al di sopra della produttività, anche se in linea con l'inflazione corrente, è causa di nuova inflazione, a meno che questo aumento derivi da una corrispondente riduzione degli utili aziendali, cioè da un passaggio di denaro dalle imprese ai dipendenti in termini reali. Se l'utile rimane invariato, ovvero non aumenta la produttività, lo scatto automatico della scala mobile genera un aumento della moneta circolante cui non corrisponde una crescita della ricchezza prodotta, innescando così una spirale inflazionistica. Viceversa, un aumento dei salari, anche al di sopra dell'inflazione ma entro la crescita della ricchezza nazionale, è una redistribuzione ai lavoratori dei guadagni di produttività.
Secondo la teoria monetarista, gli aspetti più rilevanti da tenere in considerazione perché la scala mobile possa funzionare sono che:
- il costo del lavoro non determini un aumento della moneta circolante;
- il costo del lavoro non cresca più della produttività e della ricchezza nazionale, più che il suo collegamento con l'inflazione.

Gli aumenti salariali andrebbero visti in contrapposizione a una riduzione dei profitti aziendali. Se l'economia cresceva poco, la scala mobile provocava un travaso di moneta dall'impresa al lavoratore e, superata la soglia di produttività, un aumento dell'inflazione. Se la crescita di PIL e produttività fosse stata sostenuta, invece, sarebbero cresciuti sia utili che salari, ma l'impresa avrebbe comunque ottenuto un minore profitto totale rispetto a quanto avrebbe fatto senza una redistribuzione di una quota di valore aggiunto ai suoi dipendenti.
Una risposta a queste critiche viene da diversi economisti, come quelli che si rifanno alla scuola monetarista austriaca di von Mises. Essi sostengono che, poiché l'aumento salariale non comportava una variazione della base monetaria ma soltanto una riduzione dell'utile delle imprese, che veniva redistribuito ai lavoratori, sia da escludere un legame tra scala mobile e inflazione.

## Nel mondo

### Nell'Unione Europea
A partire dal 2013 gli impiegati delle istituzioni dell'Unione europea hanno i loro salari direttamente collegati al tasso di inflazione del Belgio e del Lussemburgo.

### In Francia
La scala mobile venne introdotta in Francia (échelle mobile des salaires) nel luglio 1952 durante la presidenza di Vincent Auriol che da militante del Partito Socialista Francese (SFIO) fu il primo presidente della Quarta Repubblica francese rimanendo in carica dal 1947 al 1954. Secondo l'opinione dell'epoca, si trattava della soluzione più efficace per mantenere stabile il potere d'acquisto dei salari, in condizioni di instabilità monetaria.
Nel 1982 il ministro delle finanze Jacques Delors (PS) membro del secondo governo Pierre Mauroy (PS) soppresse la scala mobile in Francia.

### In Italia
Venne introdotta in Italia nel 1945 a seguito di un accordo tra la Confederazione Generale dell'Industria Italiana e la CGIL raggiunto il 7 dicembre: l'accordo fu poi perfezionato il 19 gennaio 1946 e ratificato il 25 maggio seguente. L'obiettivo dell'introduzione era assicurare un salario minimo che potesse fronteggiare la forte inflazione postbellica. La scala mobile aveva due componenti: una era l'indennità di contingenza, sostenuta dal prof. Silvio Golzio, statistico di orientamento cristiano-sociale, e una sui salari, promossa dai sindacalisti come Giuseppe Di Vittorio, segretario generale della CGIL. Nel 1951 venne introdotto un meccanismo mediante il quale, in seguito alle variazioni dell'indice dei prezzi, scattavano aumenti corrispondenti delle retribuzioni. Il punto di contingenza era identico in tutta Italia e per tutti i settori dell'economia. Ma aveva valori diversi a seconda della categoria, della qualifica, dell'età e del genere del lavoratore. In Italia, la scala mobile a punto unico venne negoziata successivamente nel 1975, tra sindacati e Confindustria. L'economista Franco Modigliani manifestò subito in alcuni articoli apparsi sul Corriere della Sera il suo disaccordo sull'unificazione del punto. Da quegli articoli scaturì un acceso dibattito e nacque una querelle che venne chiamata la 'controversia Modigliani'.  La scala mobile veniva calcolata seguendo l'andamento variabile dei prezzi di particolari beni di consumo, generalmente di larga diffusione, costituenti un paniere. Una commissione aveva il compito di determinare ogni tre mesi le variazioni del costo della vita utilizzando come indice di riferimento le variazioni dei prezzi di tali beni (indice dei prezzi al consumo, IPC).
Accertata e resa uguale su base 100 la somma mensile necessaria per la famiglia-tipo, in riferimento ad un dato periodo per l'acquisto dei prodotti del paniere, le successive variazioni percentuali dei prezzi dei beni di consumo divenivano i punti di variazione dell'indice stesso del costo della vita, a cui i salari venivano direttamente adeguati.
Nel 1975 la scala mobile, applicata fino ad allora al solo settore bancario, venne unificata agli altri settori con un accordo stipulato tra la Confindustria e le tre maggiori organizzazioni sindacali: CGIL, CISL e UIL.
Fra i vari successivi interventi legislativi, quello maggiormente incisivo è stato il decreto legge 1º febbraio 1977 n. 12 sulle Norme per l'applicazione dell'indennità di contingenza. Con esso è stato introdotto il divieto di corrispondere, a lavoratori di settori diversi, trattamenti retributivi di scala mobile più favorevoli rispetto a quelli previsti dall'accordo per il settore industriale (abolizione della "scala mobile anomala").

#### L'accordo Scotti (1983)
A inizio 1983 il ministro Vincenzo Scotti riuscì a trovare un accordo con le parti sociali su varie misure per contenere la rinnovata stagflazione generata dalla nuova crisi petrolifera del 1979, includendo al punto n. 7 di tale accordo una riduzione al 15% della scala mobile stessa e l'impegno a mantenere un tetto massimo di un aumento medio del 13% delle tariffe dei servizi statali.

#### Taglio con ildecreto di San Valentino(1984)
In Italia, il 14 febbraio 1984 un decreto (detto per questo decreto di San Valentino) - approvato dal governo Craxi - tagliò 3 punti percentuali della scala mobile, adottando parzialmente la proposta avanzata da Ezio Tarantelli già nell'aprile del 1981 in una serie di articoli sul quotidiano La Repubblica, convertendo un accordo delle associazioni imprenditoriali con CISL e UIL, ma non CGIL. Al decreto farà seguito la conversione nella legge 219 del 12 giugno 1984.
Contro questo provvedimento il solo PCI di Enrico Berlinguer propose un referendum abrogativo, sostenuto anche dal Movimento Sociale Italiano.
La consultazione sul taglio della scala mobile si tenne il 9 e 10 giugno 1985 con un'affluenza alle urne del 77,9% degli aventi diritto. Il risultato fu di 45,7% SÌ all'abrogazione della norma e 54,3% NO all'abrogazione della norma; il taglio pertanto rimase.

#### Soppressione
La scala mobile venne definitivamente soppressa in Italia con la firma del protocollo triangolare di intesa tra il governo Amato I e le parti sociali avvenuta il 31 luglio 1992. Con la scala mobile è stata abolita l'indennità di contingenza ed è stato introdotto per tutti i lavoratori dipendenti (dirigenti esclusi) l'elemento distinto della retribuzione.
Dagli anni 2000, l'indennità di contingenza è confluita in un'unica voce retributiva, insieme al salario base previsto dai contratti nazionali per ogni livello di inquadramento.

#### Le proposte di reintroduzione
Negli anni duemila vi sono state numerose proposte, provenienti da partiti e movimenti della sinistra italiana, di reintrodurre la scala mobile, come strumento per restituire ai lavoratori il potere d'acquisto eroso dall'inflazione. Sono state avviate in tal senso anche delle proposte di legge di iniziativa popolare che il Parlamento non ha però mai seriamente considerato. La proposta di tornare alla scala mobile è stata pure contenuta nel programma elettorale di Sinistra Critica, del Partito Comunista dei Lavoratori ed in parte in quello della Sinistra Arcobaleno in occasione delle elezioni politiche del 2008. I partiti di centro-destra e di centro-sinistra hanno sempre respinto tale ipotesi.

### A San Marino
In passato anche nella repubblica sammarinese vi era stata la scala mobile. Nel 2008 fu proposto un referendum abrogativo per reintrodurla, ma il quorum non era stato raggiunto. Nel 2012 si propose nuovamente di farlo.